# TT Dirttrack
TT Dirttrack is een wedstrijdklasse in het Amerikaanse AMA-kampioenschap voor motorfietsen, waarbij met dirttrack-motoren over banen met linkse en rechtse bochten wordt gereden. Zie ook TT Steeplechase races.